# Bahnbetriebswerk Homburg
Das Bahnbetriebswerk Homburg (Kurzform Bw Homburg) war ein Bahnbetriebswerk in Homburg, das von 1900 bis etwa 1980 existierte. Zunächst als Außenstelle des Kaiserslauterer Betriebswerks eröffnet, wurde es 1904 in eine eigenständige Stelle umgewandelt.  1973 wurde es in eine Außenstelle des Bahnbetriebswerks Saarbrücken umgewandelt und in der Folgezeit ganz geschlossen.

## Lage
Das Betriebswerk befand sich nordöstlich des Homburger Hauptbahnhofs. Es umfasste unter anderem zwei Drehscheiben.

## Geschichte

### Anfänge
Der 1848 im Zuge des Baus der Pfälzischen Ludwigsbahn Ludwigshafen–Bexbach entstandene Bahnhof Homburg (Pfalz) war bereits 1857 im Zuge der Eröffnung der Bahnstrecke Homburg–Zweibrücken zum Eisenbahnknotenpunkt geworden. 1900 wurde der Beschluss gefasst, eine strategische Strecke von Münster am Stein entlang des Glan über Homburg und von dort aus über Rohrbach zu errichten, die 1904 eröffnet wurde. Noch 1900 wurde deshalb vor Ort eine Werkstätte in Betrieb genommen, die eine Dependance des Werks in Kaiserslautern bildete und für die Wartung von Güterwagen zuständig war. 1909 wurde sie eine eigenständige Dienststelle; ihre offizielle Bezeichnung lautete Betriebsmeisterei Homburg (Pfalz). Stationiert waren vor Ort in der Anfangszeit unter anderem Lokomotiven des Typs T3.

### Teil des Saargebiets und Folgezeit
Als Folge des Ersten Weltkriegs wurde aus der Region um Saarbrücken und dem westlichen Teil der Pfalz – einschließlich Homburg – das Saargebiets gebildet. Am 10. März 1920 wurde die fortan Betriebsmeisterei Homburg (Saar) genannte Stelle deshalb der Direktion der Saareisenbahnen zugeschlagen, die für alle Bahnstrecken dieses neu geschaffenen Gebildes zuständig war. Sie beherbergte zu diesem Zeitpunkt 36 Lokomotiven, die in den Besitz der Saareisenbahnen übergingen. Im Werk waren in der Folgezeit unter anderem die Baureihen P2.II (bis 1942), G10, P5, P8, T14 T18 stationiert.
Es trug damals die offizielle Abkürzung „Hm“ und unterstand dem Maschinenamt St. Wendel. Im Bahnhof St. Ingbert bestand außerdem als Dependance ein Lokomotivbahnhof. Darüber hinaus besaß das Werk während dieser Zeit eine Wagenausbesserung und hatte Kraftwagen zugeteilt bekommen. Im April 1939 war entsprechend der Zahl seiner Angestellten Kategorie D (200 bis 599 Mitarbeiter) zugeordnet. 1941 betrug die Anzahl an Mitarbeitern 540.

### Aufgabe
Am 14. Dezember 1945 wechselte das Werk zum Maschinenamt Kaiserslautern, der Lokbahnhof St. Ingbert folge am 6. März des Folgejahres. 1946 wurde das nun Saarland genannte Gebiet erneut von Deutschland abgetrennt. Fortan war für die Betriebsstätte die „Saarländischen Eisenbahnen (SEB)“ – ab 1951 Eisenbahnen des Saarlandes (EdS) genannt – zuständig. Zum Jahreswechsel 1957/58 wurde das Saarland an Deutschland angegliedert, somit das Werk ins Eigentum der Deutschen Bundesbahn. Am 2. März 1958 wurden alle Triebfahrzeuge aus Neunkirchen nach Homburg umbeheimatet. Ab 31. Mai des Jahres war letzteres nur noch eine Dependance der Homburger Stelle, ehe es zum 25. September 1966 ganz aufgelöst wurde.
Im Zuge der schrittweisen Elektrifizierung der aus der Ludwigsbahn hervorgegangenen Bahnstrecke Mannheim–Saarbrücken im Zeitraum von 1960 bis 1964 sowie der Umstellung der Nachbarstrecken auf Dieselbetrieb verlor das Betriebswerk an Bedeutung. Aus diesem Grund wurde es mit Wirkung des 30. September 1973 in eine Außenstelle seines Saarbrücker Pendants umgewandelt. In den Folgejahren wurde es ganz aufgegeben.

## Einsatzgebiet
Zum Einsatz kamen die Lokomotiven aus dem Werk hauptsächlich auf den Bahnstrecken um Homburg, so beispielsweise auf der der Glantalbahn, der Bliestalbahn und entlang der aus der Ludwigsbahn hervorgegangenen Bahnstrecke Mannheim–Saarbrücken.